# Alan Fleming Hartley
Sir Alan Fleming Hartley, britanski general, * 24. oktober 1882, † 7. december 1954.